# 3環状9放射
3環状9放射（3かんじょう9ほうしゃ） は国土交通省などの掲げている首都圏の道路交通ネットワーク構想。東京を中心とした放射道路と環状道路の整備を目指している。

## 概要
高度経済成長期から、東京都区部を中心とした放射道路の整備が進められた。しかし、放射道路の整備ばかりが先行されたため、首都圏の通過車両も都心部へ集中するようになり、交通渋滞による経済損失や排気ガス公害が問題視されるようになってきた。
そこで、都心部の通過車両の軽減や首都圏内の交通状況の改善、道路ネットワークの耐障害性の向上を目的として、環状道路の整備がなされるようになった。

## 構成
3環状9放射は次の道路によって構成される（事業中のものも含む）。

### 3環状
3環状は三環状とも表記され、一般には都心を取り巻く3つの環状道路である首都圏中央自動車道（圏央道）、東京外環自動車道（外環）、首都高速中央環状線（中央環状）を総称したものである。都心から放射状に伸びる自動車専用道路の連絡は、都心部の首都高速道路に通過交通が流入し、渋滞を引き起こすことから、都心への通過交通を抑制させる目的で計画された。都心渋滞の緩和、旅行時間の短縮、周辺都市間の移動の活発化、物流の効率化などの利点があるといわれている。
圏央道は、都心から半径約40 - 60キロメートルの位置に計画された自動車専用道路で、神奈川県・東京都・埼玉県・茨城県・千葉県を通り、横浜市・厚木市・八王子市・川越市・つくば市・成田市・木更津市を横断的に連絡する。三環状のうち、一番外側に位置する環状道路であり、藤沢 - 海老名 - 八王子 - 鶴ヶ島 - 久喜白岡 - つくば - 成田間と、山武 - 木更津間の一部区間が開通している。
外環は、東京外かく環状道路ともよばれ、都心から半径約15キロメートルの位置に計画された自動車専用道路で、東京都・埼玉県・千葉県を通り、世田谷区・練馬区・川口市・三郷市・市川市を横断的に連絡する。三環状のうち、中央に位置する環状道路であり、練馬 - 川口 - 三郷 - 市川間の一部区間が開通している。
中央環状は、都心から半径約8キロメートルの位置に計画された自動車専用道路で、品川区（大井）・目黒区（大橋）・新宿区（西新宿）・板橋区（熊野町、板橋）・足立区（江北）・葛飾区（小菅、堀切）・江戸川区（葛西）を横断的に連絡する。三環状のうち、一番内側に位置する環状道路で、2015年に全線開通した。
1. 首都圏中央連絡自動車道 - 東京湾アクアライン - 首都高速湾岸線(神奈川県区間)（40 - 60 km圏）
  - 横浜横須賀道路金沢支線（並木IC - 釜利谷JCT）
  - 首都圏中央連絡自動車道（釜利谷JCT - 木更津JCT）
    - 横浜環状南線（横浜横須賀道路戸塚支線）（釜利谷JCT - 栄JCT）
    - 横浜湘南道路（栄JCT - 藤沢IC）
    - 新湘南バイパス（藤沢IC - 茅ヶ崎JCT）
    - さがみ縦貫道路（茅ヶ崎JCT - 相模原IC）
    - 千葉東金道路（松尾横芝IC - 東金IC・JCT）
    - 東京湾横断・木更津東金道路（東金IC・JCT - 木更津JCT）

  - 東京湾アクアライン連絡道（東京湾横断・木更津東金道路）（木更津JCT - 木更津金田IC）
  - 東京湾アクアライン（東京湾横断・木更津東金道路）（木更津金田IC - 川崎浮島JCT）
  - 首都高速湾岸線（並木IC - 川崎浮島JCT）
2. 東京外環自動車道（ - 第二東京湾岸道路）（15 km圏）
  - 東京外環自動車道（東名JCT - 高谷JCT）
    - 首都高速湾岸線から東名高速道路に至る区間については調査中であり、都市計画決定されていない。

  - 第二東京湾岸道路
    - 候補路線であり、都市計画決定されていない。
3. 首都高速中央環状線 - 首都高速湾岸線
  - 首都高速中央環状線（大井JCT - 葛西JCT）
  - 首都高速湾岸線（大井JCT - 葛西JCT）

### 9放射
南西側から時計回りに、以下の順で並ぶ。ただし、これは放射方向を基準とした場合である。東関東自動車道と京葉道路・館山自動車道は、外環道と圏央道の間に位置する宮野木ジャンクションで交差しており、外環道と圏央道との接続順序は入れ替わる。
1. 東京湾岸道路
  - 首都高速湾岸線東京以西 - 横浜横須賀道路
2. 首都高速2号目黒線 -（首都高速2号目黒線延伸 - ） 第三京浜道路 - 横浜新道
  - 中央環状線と外環道の間は、3環状9放射の構想図では繋がっているが、進展していない。首都高速2号目黒線の第三京浜道路への延伸は候補路線に位置づけられているも都市計画決定されていない。また、中央環状線と2号目黒線も接続していない。
3. 首都高速3号渋谷線 - 東名高速道路
4. 首都高速4号新宿線 - 中央自動車道
5. （10号線 - ）関越自動車道
  - 10号線は候補路線に位置づけられているも都市計画決定されておらず、事業主体も着工時期も未定である。また中央環状線は、10号線との接続を前提とした構造にはなっていない。
6. （首都高速1号上野線延伸 - ）首都高速川口線 - 東北自動車道
  - 1号上野線を中央環状線まで延伸する構想があるが、進展していない。
7. 首都高速6号三郷線 - 常磐自動車道
8. 首都高速湾岸線東京以東 - 東関東自動車道
9. 首都高速7号小松川線 - 京葉道路 - 館山自動車道

## 3環状と9放射の接続状況
2020年現在、3環状と9放射の接続については、以下のような状況となっている。なお、特記のないものは供用中のジャンクションで、☆付きのジャンクションは3環状⇔9放射の接続以外について供用されているもの、※付きのものは供用中ではあるものの、隣の9放射まで移動するための3環状が完成していないもの。
| 9放射＼3環状                                  | （C2）中央環状線 | (C3) 外環道       | (C4) 圏央道      |
| --------------------------------------------- | ---------------- | ----------------- | ---------------- |
| （B）湾岸線 - (E16) 横浜横須賀道路            | 大井JCT          | 計画未定          | 川崎浮島JCT（☆） |
| （2）目黒線 - (E83) 第三京浜 - 横浜新道       | 計画なし         | 計画未定          | 計画なし         |
| （3）渋谷線 - (E1) 東名                       | 大橋JCT          | 東名JCT（事業中） | 海老名JCT        |
| （4）新宿線 - (E20) 中央道                    | 西新宿JCT        | 中央JCT（事業中） | 八王子JCT        |
| 練馬線 - (E17) 関越道                         | 計画未定         | 大泉JCT           | 鶴ヶ島JCT        |
| （S1）川口線 - (E4) 東北道                    | 江北JCT          | 川口JCT           | 久喜白岡JCT      |
| （6）三郷線 - (E6) 常磐道                     | 小菅JCT          | 三郷JCT           | つくばJCT        |
| （B）湾岸線 - (E51) 東関東道                  | 葛西JCT          | 高谷JCT           | 大栄JCT          |
| （7）小松川線 - (E14) 京葉道路 - (E14) 館山道 | 小松川JCT        | 京葉JCT           | 木更津JCT（※）   |

## 関連道路
- 3環状の内側には首都高速都心環状線があるが、都心環状線自体は「3環状」には含めない。
- 3環状の域内で、9放射同士を結ぶ高速道路
  - 川崎縦貫道路（川崎浮島JCT - 稲城JCT）
    - I期区間（浮島JCT - 富士見出入口）のうち、川崎浮島JCT - 大師JCTは開通済み。
    - II期区間（富士見出入口 - 東名高速道路方面）は、並行して計画中の東京外環自動車道と計画が一本化される案が検討されている[3]。

  - 核都市広域幹線道路…地域高規格道路の候補路線。以下の区間を除いて計画のみ。
    - 首都高速神奈川5号大黒線 - 首都高速神奈川7号横浜北線 - 首都高速神奈川7号横浜北西線（大黒JCT - 横浜港北JCT - 横浜青葉JCT）
    - 首都高速道路埼玉新都心線（与野JCT - さいたま見沼出入口）

  - 首都高速神奈川3号狩場線（本牧JCT - 狩場JCT）
- 3環状の域内に接続する、9放射以外の放射方向の高速道路
  - 首都高速1号羽田線 - 首都高速神奈川1号横羽線（浜崎橋JCT - 石川町JCT）
  - 首都高速5号池袋線 - 首都高速埼玉大宮線 - 新大宮上尾道路（与野JCT - 上尾南出入口迄事業化済み）（竹橋JCT - 与野JCT - 鴻巣北出入口）
  - 東埼玉道路専用部（草加八潮JCT/IC - 浦和野田線IC迄事業化済み）（草加八潮JCT/IC - 庄和IC）
  - 北千葉道路専用部（北千葉JCT - 松戸市川西IC迄事業化済み）（北千葉JCT - 成田JCT）
- 3環状の外側には関東環状道路（100 - 150 km圏）がある。
  - 新東名高速道路（清水JCT - 新清水JCT）
  - 中部横断自動車道（吉原JCT - 佐久小諸JCT、区間のうち双葉JCT - 長坂JCTは中央自動車道と重複）
  - 上信越自動車道（佐久小諸JCT - 藤岡JCT）
  - 関越自動車道（藤岡JCT - 高崎JCT）
  - 北関東自動車道（高崎JCT - 水戸南IC、区間のうち岩舟JCT - 栃木都賀JCTは東北自動車道と重複）
  - 東水戸道路（水戸南IC - ひたちなかIC）
  - 常陸那珂有料道路（ひたちなかIC - 常陸那珂港IC）

## 諸外国との比較
アメリカ合衆国の場合多くの大都市では環状道路を備えており、通過車両が迂回できるようになっている。例えばワシントンD.C.では州間高速道路95号線の支線として環状の州間高速道路495号線が整備されており、通過車両はワシントンD.C.を迂回して北上あるいは南下できる（州間高速道路95号線は奇数番号のため南北を結んでいる、詳細は一級州間高速道路を参照）。